# We Were Soldiers
We Were Soldiers (bra: Fomos Heróis; prt: Fomos Soldados) é um filme teuto-estadunidense de 2002 escrito e dirigido por Randall Wallace, baseado em livro de Joseph L. Galloway e Hal Moore.

## Enredo
Em plena Guerra do Vietnã, o tenente-coronel Hal Moore (Mel Gibson) e mais 400 integrantes do Exército dos Estados Unidos, todos da elite de combate, são cercados por 2 mil soldados vietnamitas. A batalha que se segue acabaria sendo uma das mais sangrentas da história militar norte-americana, batizando o local de "Vale da Morte". O conflito ficaria conhecido como Batalha de Ia Drang.

## Elenco
- Mel Gibson .... Ten-cel. Hal Moore
- Madeleine Stowe .... Julia Moore
- Luke Benward .... David Moore
- Greg Kinnear .... Maj. Bruce Crandall
- Sam Elliott .... Sgt. Basil Plumley
- Chris Klein .... Ten. Jack Geoghegan
- Keri Russell .... Barbara Geoghegan
- Desmond Harrington ... Sd. Bill Beck
- Barry Pepper .... Joe Galloway
- Don Duong ... Ten-cel. Nguyen Huu An
- Ryan Hurst ... Sgt. Ernie Savage
- Robert Bagnell ... 1º Ten. Charlie Hastings
- Marc Blucas - 2º Ten. Henry Herrick
- Josh Daugherty - Sd. Robert Ouellette
- Jsu Garcia .... Cap. Nadal
- Jon Hamm ... Cap. Matt Dillon
- Blake Heron ... Sd. Galen Bungum
- Clark Gregg ... Cap. Tom Metsker
- Erik MacArthur ... Sd. Russell Adams
- Dylan Walsh ... Cap. Robert Edwards
- Mark McCracken ... Cap. Ed "Too Tall" Freeman
- Edwin Morrow ... Sd. Willie Godboldt
- Brian Tee ... Sd. Jimmy Nakayama
- Sloane Momsen ... Cecile Moore
- Bellamy Young ... Catherine Metsker
- Simbi Khali ... Alma Givens
- Vincent Angell .... Doc Carrara
- Brian Carpenter .... Robert McNamara
- Doug C. Cook .... Cap. Ray Lefebvre
- Alan Dale .... Gen. William C. Westmoreland
- Devon Werkheiser .... Steve Moore

## Recepção

### Crítica
O Metacritic, que usa uma média ponderada, atribuiu ao filme uma pontuação de 65 em 100, baseado em 37 críticos, indicando críticas "geralmente favoráveis". No site agregador de críticas Rotten Tomatoes, 63% das 143 resenhas dos críticos são positivas. O consenso afirma que "os clichês de guerra são colocados em um pouco de excesso, mas o filme é bem sucedido em colocar um rosto humano sobre soldados de ambos os lados na Guerra do Vietnã”.

### Análise histórica
O filme mostra uma versão considerada bem fidedigna da batalha em si, com várias cenas sendo tiradas diretamente do livro We Were Soldiers Once… and Young (do coronel Hal Moore e do jornalista Joseph L. Galloway), mas várias alterações e mudanças foram feitas. Por exemplo, o filme mostra apenas uma zona de desembarque (LZ X-Ray), ignorando a outra (LZ Albany), que foi igualmente sangrenta, embora não o ponto principal da luta. 
A maior discrepância no filme é a parte final, que mostra um ataque heroico pelos americanos comandados pelo coronel Hal Moore que destruiu a reserva do exército vietnamita, encerrando a batalha como uma vitória americana (um fato que o diretor notou em seus comentários). Na verdade, nenhum ataque heroico no final do combate é descrito no livro e as forças norte-vietnamitas não foram destruídas, embora o comandante americano reportou que 834 inimigos foram mortos, com uma estimativa de até 1 215 fatalidades (um-terço das forças vietnamitas). Já as forças de Hal Moore foram reduzidas de 395 homens para 72, entre mortos e feridos, com uma taxa de fatalidade ficando em torno de 18%. O tenente-coronel Nguyen Huu An, o comandante vietnamita, não visitou a zona de desembarque X-Ray no final da batalha, com a luta na região prosseguindo por mais um dia, após a retirada dos homens de Hal Moore, em LZ Albany.
Apesar das diferenças com relação ao livro e mudanças da história real da batalha, o coronel Moore afirmou em um documentário incluído nas versões em vídeo que o filme foi o primeiro "a acertar" com relação a guerra do Vietnã.